# 東芝デベロップメントエンジニアリング
東芝デベロップメントエンジニアリング株式会社（とうしばデベロップメントエンジニアリング TOSHIBA DEVELOPMENT & ENGINEERING CORPORATION）は、かつて存在した東芝グループのエンジニアリング会社である。

## 沿革
- 1981年（昭和56年） - 東芝オーディオビデオエンジニアリング株式会社 設立 (1991年 東芝エー・ブイ・イー株式会社 に社名変更)。
- 1982年（昭和57年） - 東芝コンピュータエンジニアリング株式会社 設立。
- 1985年（昭和60年） - 東芝ソフトウェアエンジニアリング株式会社 設立。
- 1990年（平成2年） - 東芝コミュニケーションテクノロジ株式会社 設立。
- 2000年（平成12年） - 4月1日、エンジニアリング4社（東芝コンピュータエンジニアリング、東芝ソフトウェアエンジニアリング、東芝コミュニケーションテクノロジ、東芝エー・ブイ・イー）合併、「東芝デジタルメディアエンジニアリング株式会社」設立。[2]旧東芝ソフトウェアエンジニアリング社屋（Hikenビル）を本社事業所とする。
- 2016年（平成28年） - 12月19日、本社事務所を東京都青梅市から、川崎市幸区のソリッドスクエアへ移転。本社事業所を青梅事業所に変更。
- 2017年（平成29年） - 1月1日、「東芝デベロップメントエンジニアリング株式会社」に社名変更。
- 2019年（平成31年） - 4月1日、東芝電子エンジニアリング株式会社と統合。（東芝デベロップメントエンジニアリング株式会社を存続会社とした合併）[3]
- 2021年 （令和3年） - 11月5日、青梅事業所を閉鎖。
- 2022年 （令和4年） - 5月6日、本社事業所をラゾーナ川崎東芝ビルへ移転。立川事業所を閉鎖し、川崎市および横浜市に事業所を集約。[4]
- 2025年 （令和7年） - 4月1日、東芝デベロップメントエンジニアリング株式会社を存続会社とし、東芝ITコントロールシステム株式会社、東芝ビジネスエキスパート株式会社の生産技術ソリューション事業部を統合。「東芝ユニファイドテクノロジーズ」株式会社となる。[5]

## 事業所所在地
- 本社 - 〒212-8585 神奈川県川崎市幸区堀川町72番地34 ラゾーナ川崎東芝ビル8階
- 事業所
  - 小向事業所 - 〒212-8581 神奈川県川崎市幸区小向東芝町1 東芝小向事業所内
  - 横浜事業所 - 〒235-8522 神奈川県横浜市磯子区新杉田町8 東芝横浜事業所内